# Njaba
Njaba è una delle ventisette aree a governo locale (local government areas) in cui è suddiviso lo stato di Imo, in Nigeria. Estesa su una superficie di 84 chilometri quadrati, conta una popolazione di 143.485 abitanti.